# تيري هيلي
تيري هيلي هو معلم مدرسي وسياسي أسترالي، ولد في 1 سبتمبر 1981 في بيرث الجنوبية ‏ في أستراليا. نشط حزبياً في حزب العمال الأسترالي. وقد انتخب عضو الجمعية التشريعية لأستراليا الغربية ‏ عن دائرة Electoral district of Southern River ‏ (11 مارس 2017 – ).